# Улица Лычманова
У́лица Лычма́нова — улица в центральной части Астрахани. Начинается от улицы Мусы Джалиля и идёт с запада на восток параллельно Каналу имени Варвация. Пересекает улицы Кирова, Мечникова, Дарвина и Псковскую и заканчивается у въезда на территорию Московского рынка.
Улица проходит через исторический район «этнических» слобод — Персидской, Армянской и других. Преимущественно застроена малоэтажными зданиями дореволюционного периода, в том числе памятниками архитектуры.

## История
До 1837 года современная улица Лычманова состояла из трёх самостоятельных улиц, называвшихся 4-й Матросской, 5-й Татарской и 7-й Армянской. Затем они были объединены, и новообразованная улица получила название 1-я Бакалдинская, сохранявшееся до 1920 года, когда в рамках массового переименования улиц города улица получила имя Михаила Васильевича Петрашевского. В 1938 году улицу Петрашевского переименовывают вновь, она получает название Абхазская. Оно сохранялось до 1964 года, когда улица получила своё современное название в честь астраханца Николая Георгиевича Лычманова, заслуженного врача РСФСР, доктора медицинских наук, профессора, умершего за год до этого.

## Застройка
- дом 41/25/40 —  памятник архитектуры Ирининская община сестер милосердия (армянское епархиальное женское училище, конец XIX в.)
- дом 66/33 —  памятник архитектуры Здание армянской богадельни (вторая половина XIX в.)

## Транспорт
По улице Лычманова движения общественного транспорта нет, ближайшие к ней остановки маршрутных такси расположены на поперечных улицах — «Детская поликлиника» и «Медицинская академия» на Кирова, «Департамент социальной защиты» и «Маяк» на Бакинской и т. д.